# 聖尼古拉教堂 (寧)

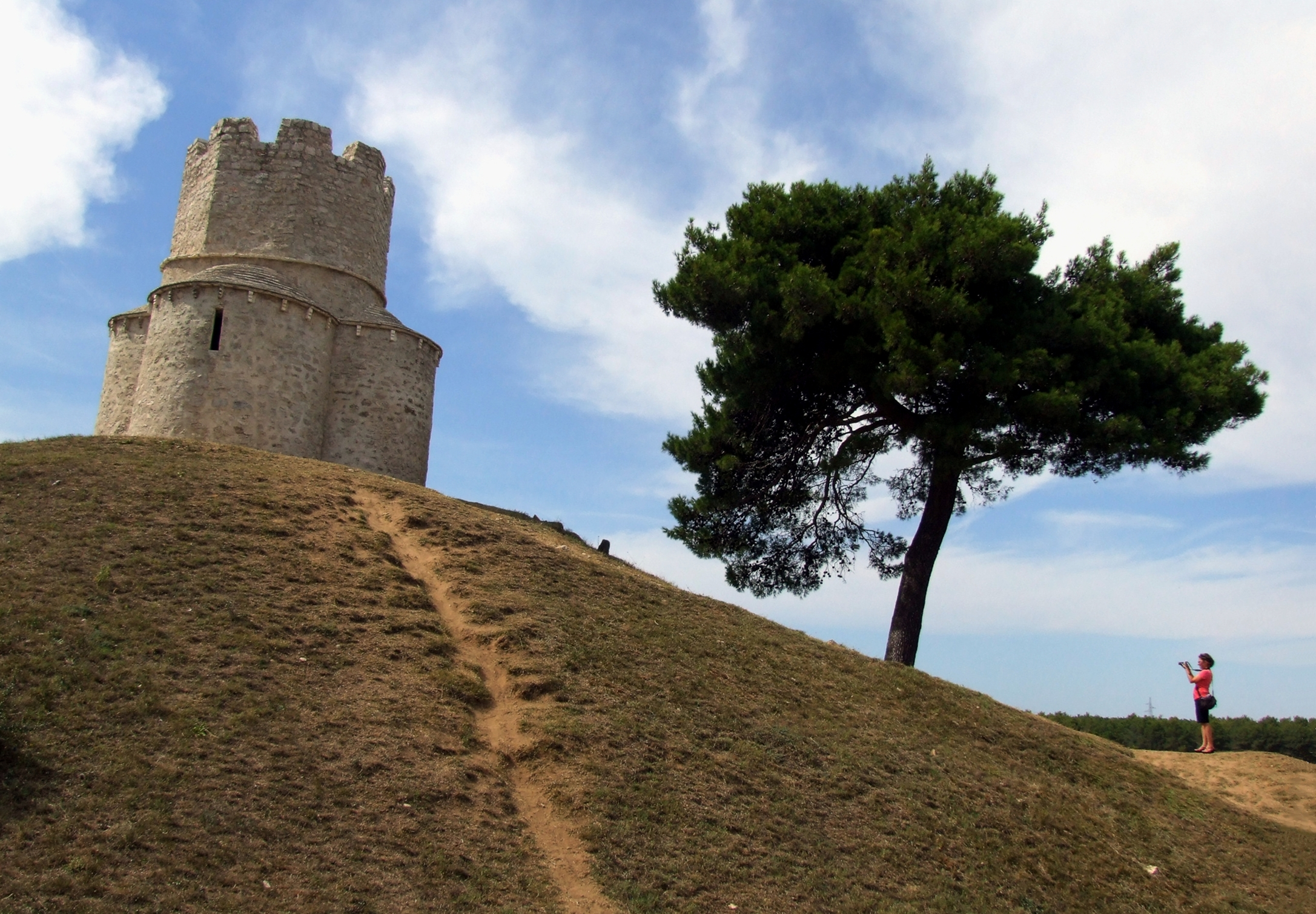

聖尼古拉教堂是位於克羅埃西亞的一座修建於11世紀晚期或12世紀初期的羅馬天主教教堂，位於扎達爾附近。聖尼古拉教堂是達爾馬提亞地區唯一的現存早期羅馬式建築，奉獻給聖尼古拉。